# Eurycormus
Eurycormus är ett utdött släkte av förhistoriska benfiskar som levde under yngre jura (Oxfordian - äldre Tithonian).